# Grand temple d'Abou Simbel
Ne pas confondre avec le Petit temple d'Abou Simbel (voir Temples d'Abou Simbel).
 (octobre 2022).
Si vous disposez d'ouvrages ou d'articles de référence ou si vous connaissez des sites web de qualité traitant du thème abordé ici, merci de compléter l'article en donnant les références utiles à sa vérifiabilité et en les liant à la section « Notes et références ».
Le grand temple d'Abou Simbel est un hémispéos situé à Abou Simbel en Égypte. 
Il est voué au culte d'Amon, de Rê, de Ptah et de Ramsès II déifié. Il est taillé dans la roche pour sa majeure partie, y compris la façade composée de quatre statues colossales de Ramsès II assis ainsi que d'autres statues, bas-reliefs et frises. Les parties non taillées dans la roche sont un péribole et un pylône en briques de limon du Nil.
À l'origine taillé dans la colline de Méha, en Nubie, il a été déplacé avec le petit temple au sommet de la falaise d'origine afin de la sauver de la montée des eaux du lac Nasser provoquée par la construction du haut barrage d'Assouan dans les années 1960. Afin de reconstituer le site d'origine, le temple est recouvert d'une colline artificielle creuse.

## Lieu de construction et signification
Le grand temple d'Abou Simbel est construit dans la colline de Méha dans une région frontalière de l'Égypte qui est soumise aux pharaons depuis des siècles : la Nubie. 
Beaucoup de temples et forteresses ont été construits dans cette région ; la Nubie est importante pour les pharaons, à cause des nombreuses transactions commerciales vers le sud de l'Afrique et vers le pays de Pount, mais aussi de la présence de très nombreuses mines d'or et de pierres précieuses qui permettent d'énormes revenus à l'Égypte antique.
Le temple est un moyen de propagande pour intimider et effrayer les Nubiens et les commerçants. On peut alors comprendre en partie le fait qu'il n'y avait pas de murs d'enceinte du côté du Nil.
Le temple a été construit sur la rive occidentale qui pour les Égyptiens est la rive des morts par rapport à l'ensoleillement. Le temple doit faire face au Nil tout en recevant le Soleil levant sur sa façade. Son architecte est Sétaou, dignitaire qui occupait alors la charge de vice-roi de Nubie.

## Extérieur
La façade du temple était à l'origine flanquée d'un péribole ouvert en un pylône. Ces structures étaient construites en briques de limon du Nil.
On peut distinguer de chaque côté du temple des traces du mur d'enceinte, mais à l'avant il n'y avait pas de mur pour permettre au Soleil de parvenir jusqu’à la façade et aux voyageurs passant sur le Nil de voir la façade du temple.
Du Nil jusqu'au temple, s'étendait une cour en pierres carrés, longue de quarante mètres.

## Façade
La façade du grand temple est composée de plusieurs statues, bas-reliefs et frises. Les plus connues qui sont les plus monumentales de ces statues sont les quatre colosses représentant Ramsès II assis. Mesurant une vingtaine de mètres de hauteur, un de ces colosses est brisé en son milieu, la tête gisant en deux morceaux au sol face contre terre. Cette statue se serait brisée peu après la construction du temple. Au-dessus de la porte du temple une statue en demi-ronde bosse dans une niche rectangulaire représente Rê-Horakhty reconnaissable au disque solaire posé sur sa tête.
Au sommet de la façade est visible une frise représentant vingt-deux babouins adressant une adoration au soleil levant auquel ils font face.
Sur le côté sud de la façade du temple se trouve une stèle taillée dans la roche. Appelée « stèle du Mariage », il s'agirait d'une reproduction d'un document rédigé à la cour de Ramsès II évoquant son union avec la fille du roi Hittite, au XIIIe siècle avant notre ère. De cette stèle, existe trois autres reproductions de l'époque, dont une au temple de Karnak, mais toutes dans un état de conservation plus dégradé.

## Intérieur

### Le pronaos
Le pronaos est flanqué de huit piliers osiriaques de dix mètres de hauteur aux traits de Ramsès II. Les parois de la salle sont gravées de scènes rituelles et de faits de guerre. La paroi nord est entièrement consacrée à l'épisode de la bataille de Qadesh.
Sur les parois sont également représentées les deux principales fonctions royales :
- le Sekhem (puissance) ou rituel du massacre des ennemis ;
- le Heqa (gouvernement) ou cérémonies de culte et offrandes : Ramsès II faisant offrande des vases nou à Ramsès II divinisé ou encore en adoration devant Rê-Horakhty[4].

Le pronaos est prolongé par une salle hypostyle soutenue par quatre piliers de sections carrés, ornés de représentations du pharaon et des dieux.

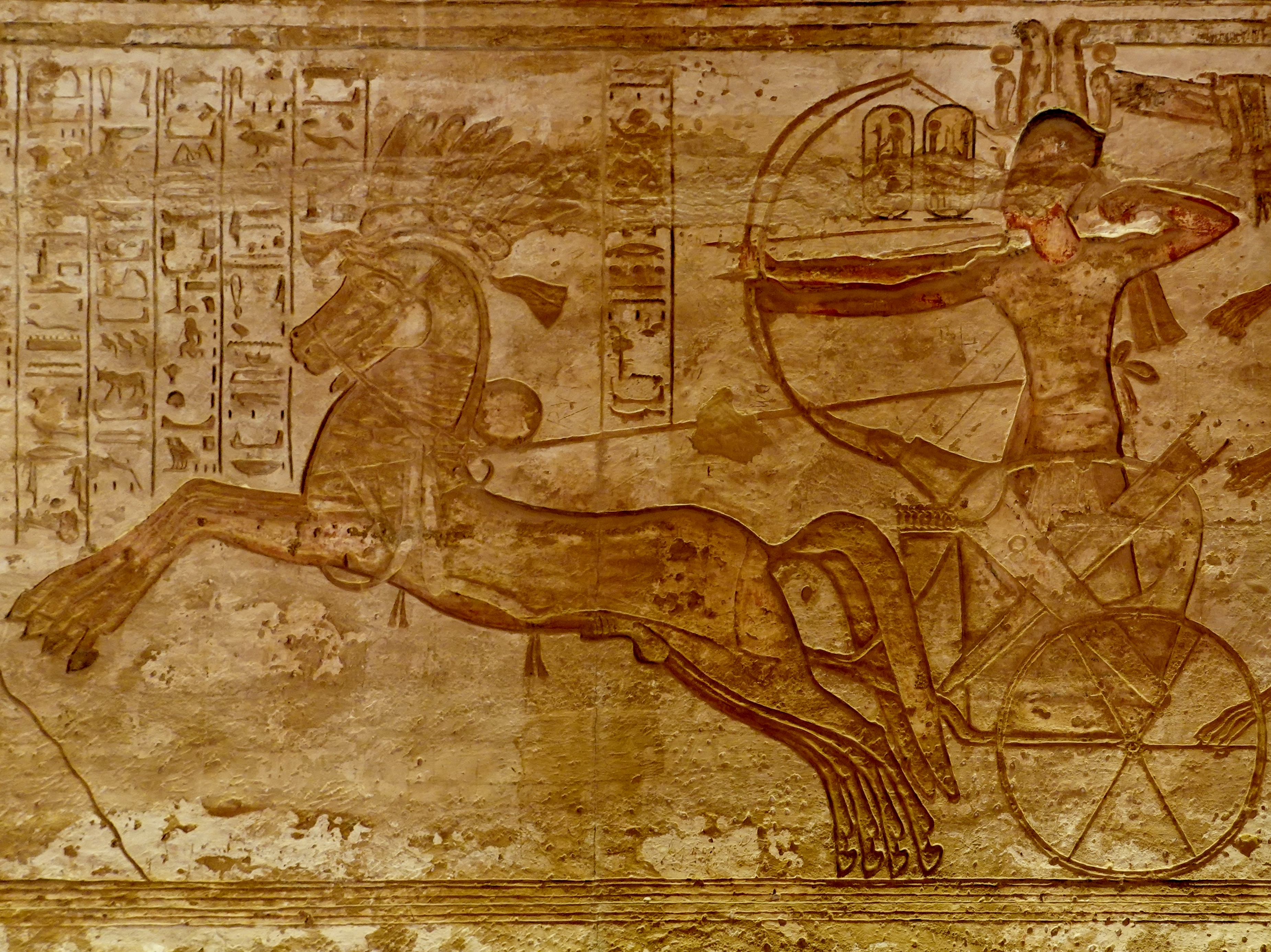
Scène du siège de Dapour représentant Ramsès II sur son char, un arc à la main.
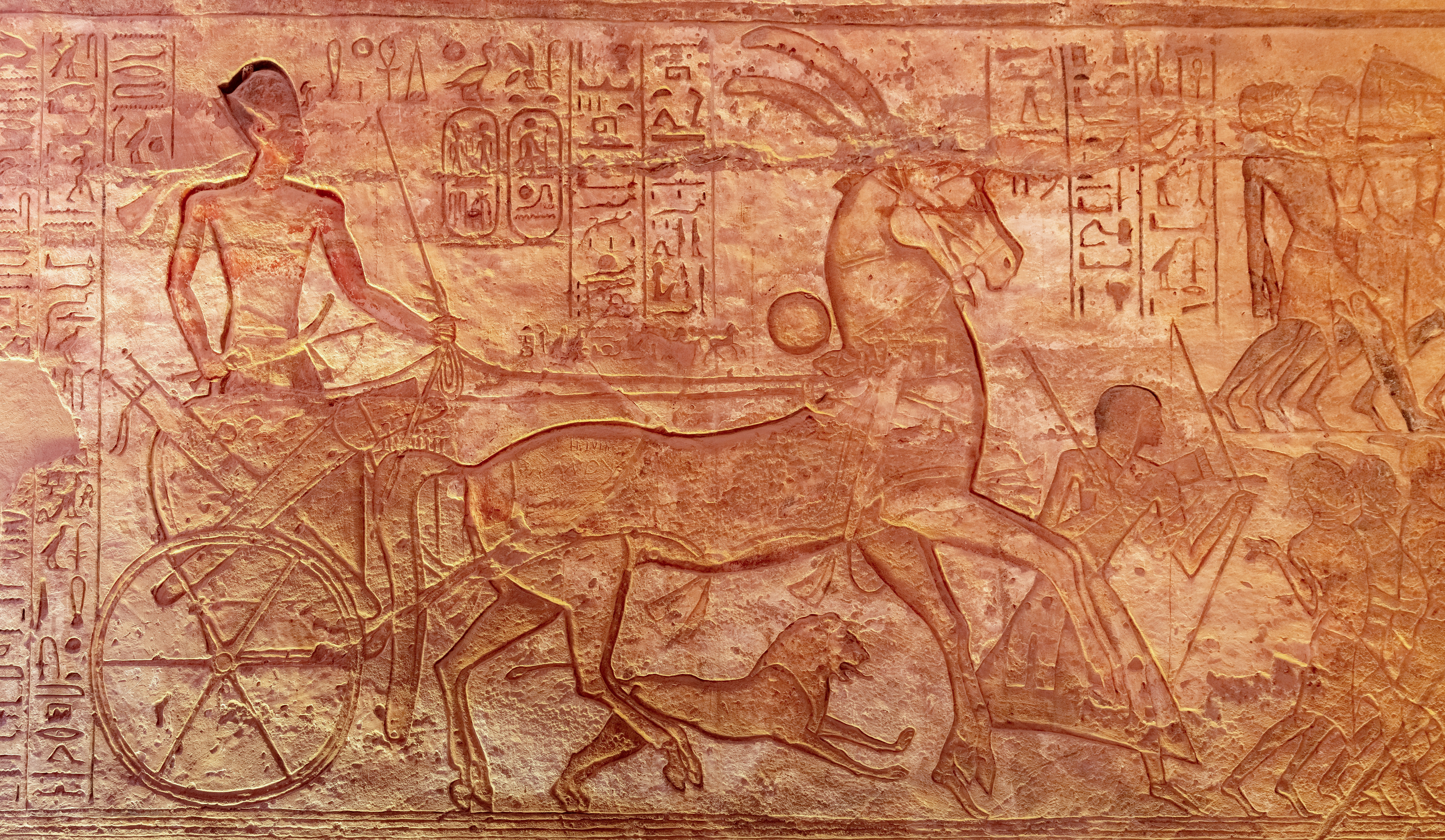
Salle hypostyle du grand temple : Ramsès II sur son char durant la bataille de Qadesh.
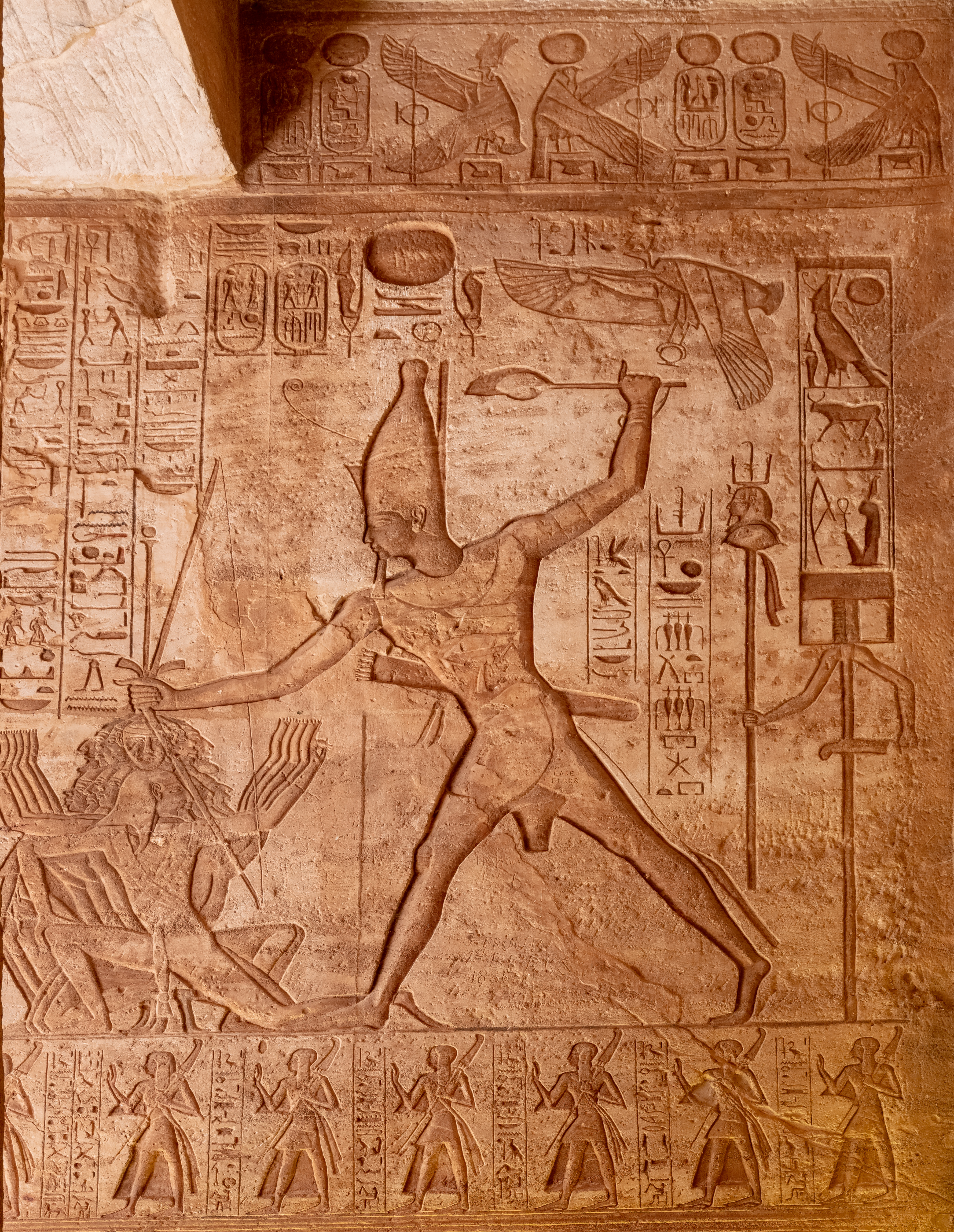
Sur un mur intérieur : massacre rituel des prisonniers de guerre.
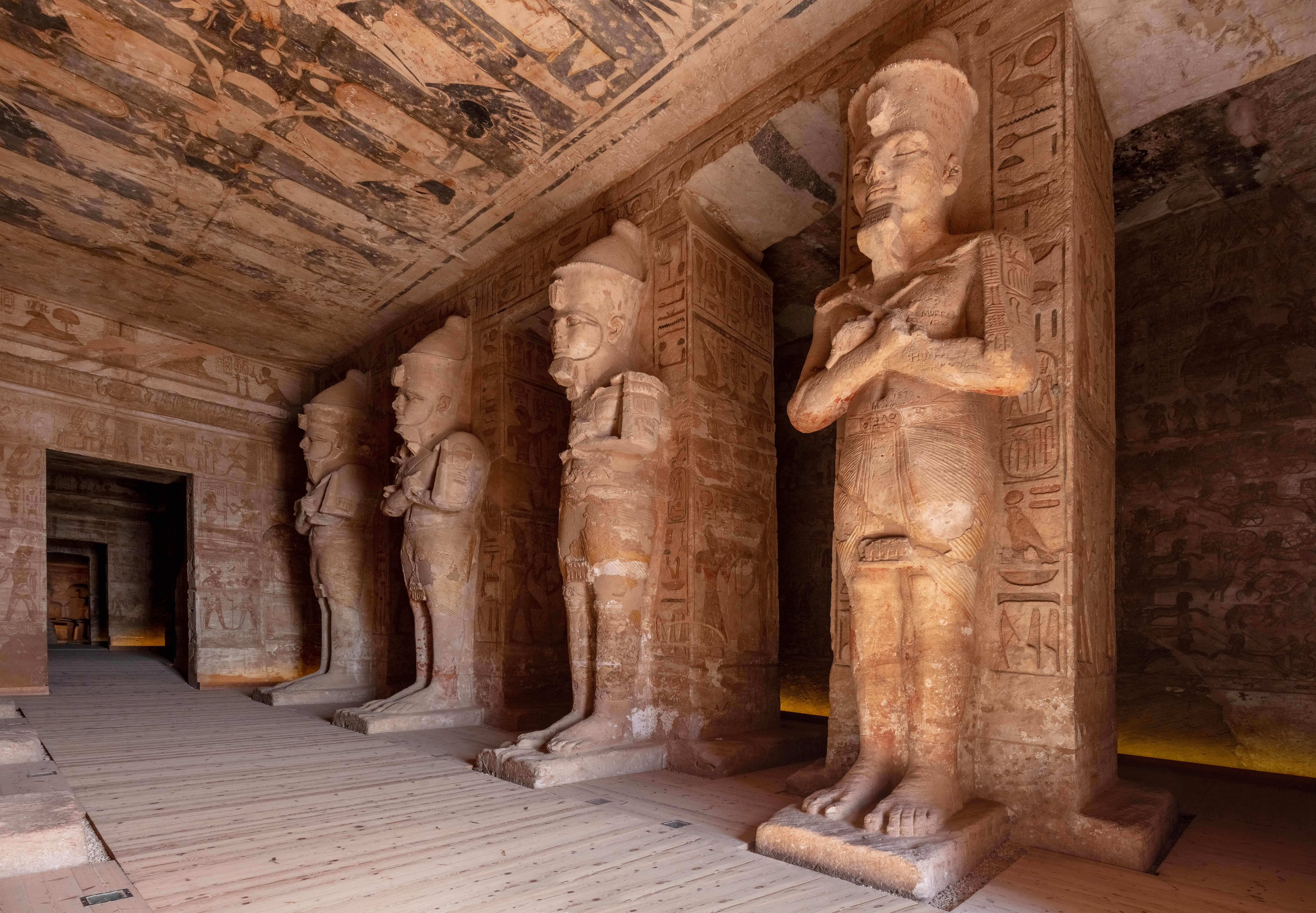
Salle hypostyle du grand temple : les piliers en colosses déifiés portent le pschent, la double couronne de l'Égypte.
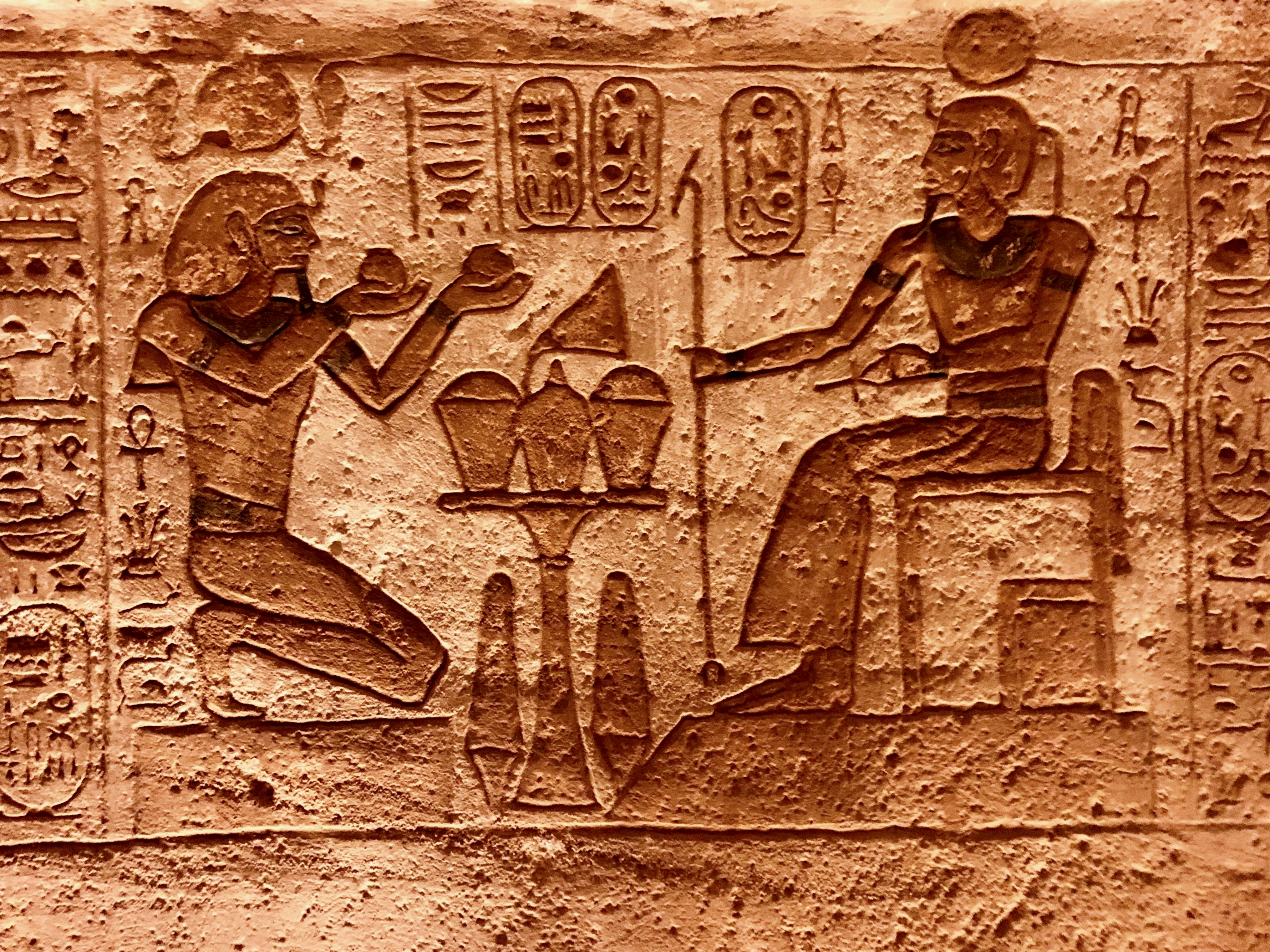
Ramsès II faisant offrande des vases nou à Ramsès II divinisé.
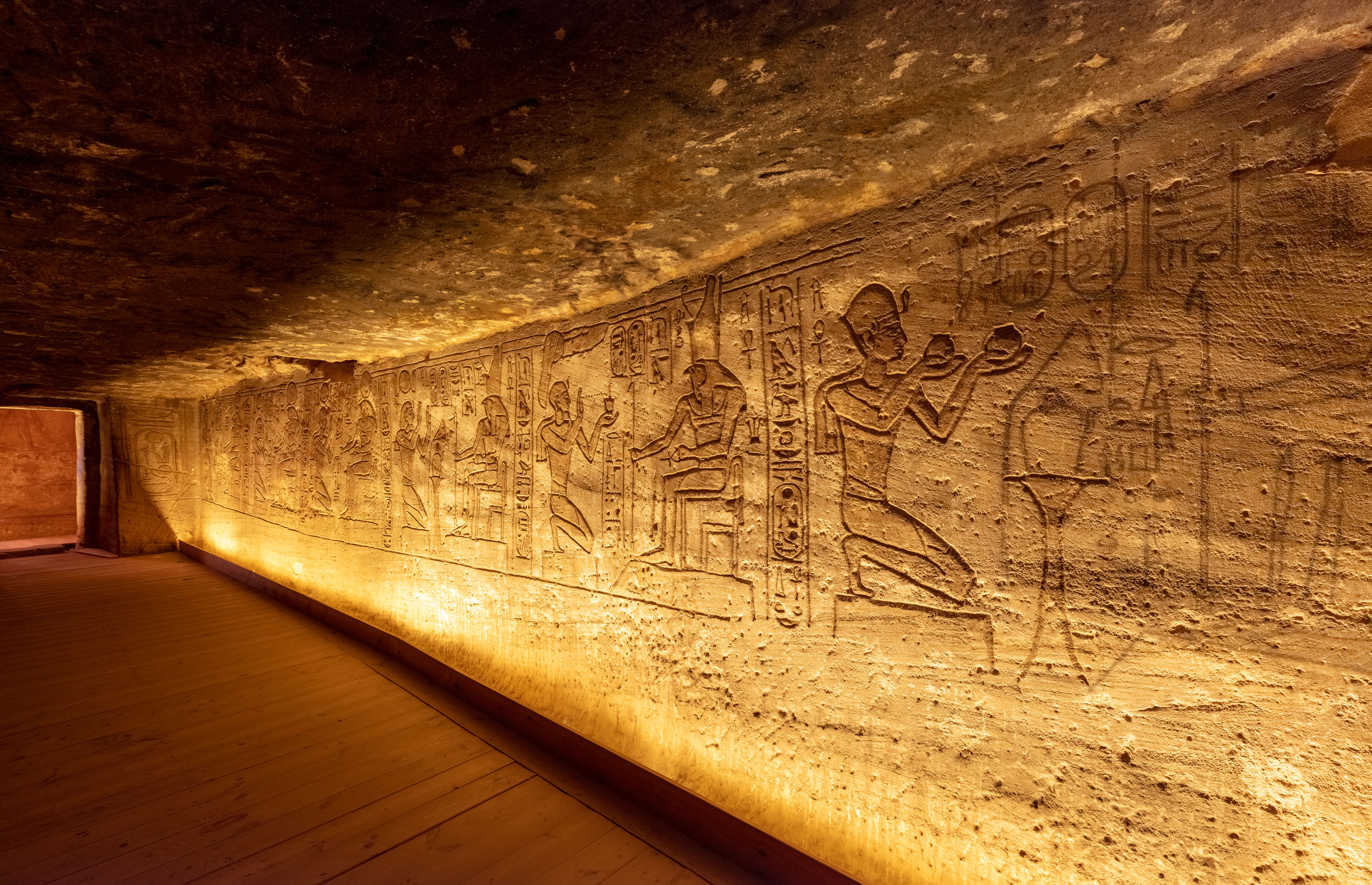
Chambre nord du grand temple.

### Le naos
Le naos, ou saint des saints, est la dernière salle du grand temple. Au fond du naos, quatre statues taillées à même le roc représentent de gauche à droite Ptah, Amon-Rê, Ramsès II et Rê-Horakhty.  Le temple est disposé de façon que deux fois par an, le 22 février et 22 octobre, la salle où trônent les représentations divines reçoive les rayons solaires régénérateurs. Les statues de Rê-Horakhty, Ramsès II et Amon-Rê sont alors éclairées par le soleil sauf celle de Ptah qui reste dans l'ombre, la divinité devant rester en permanence dans l'obscurité.

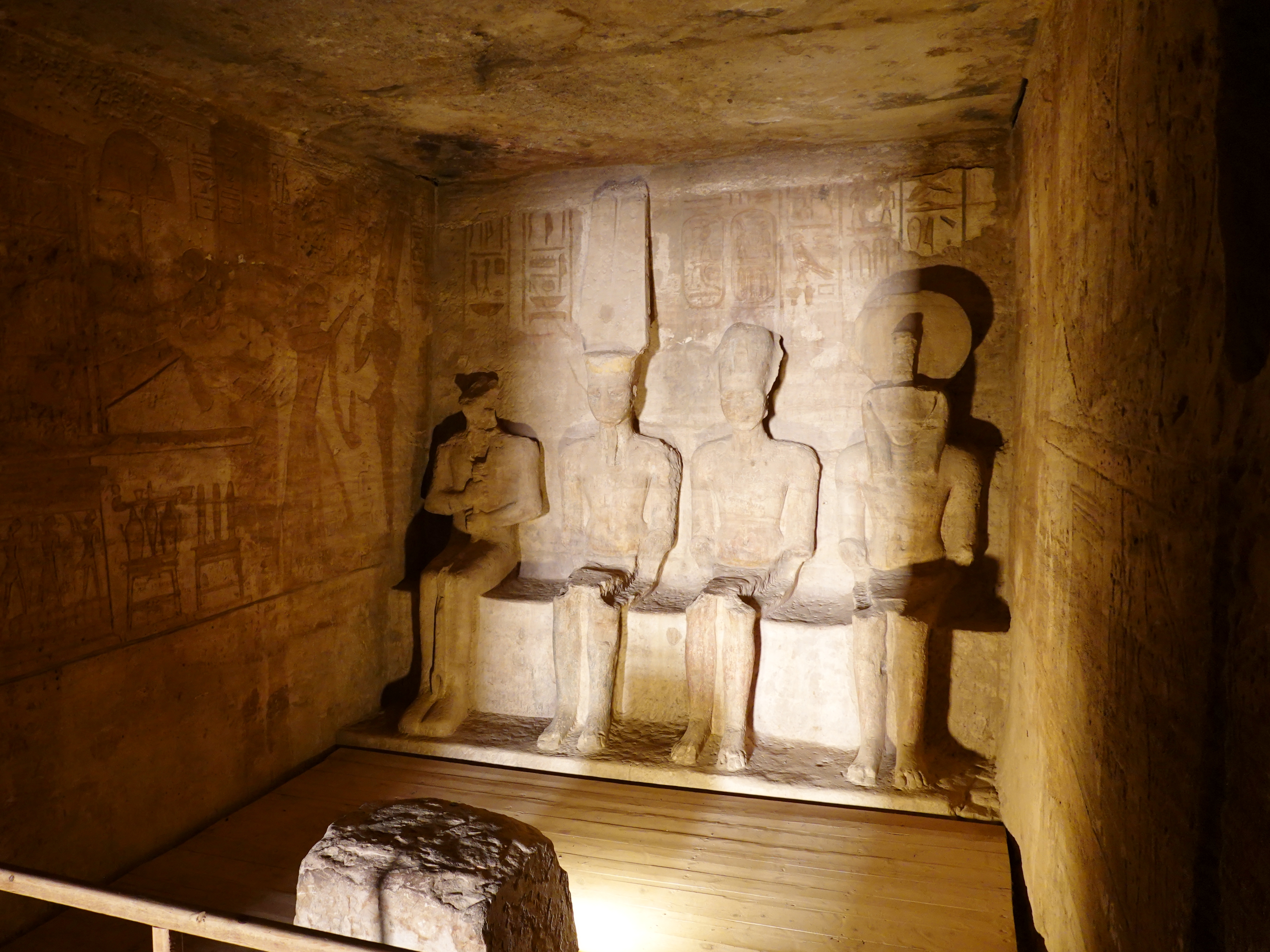
Le naos et ses quatre représentations divines taillées dans la roche.